# Макотера
Макотера (ісп. Macotera) — муніципалітет в Іспанії, у складі автономної спільноти Кастилія-і-Леон, у провінції Саламанка. Населення — 1345 осіб (2010).
Муніципалітет розташований на відстані близько 140 км на захід від Мадрида, 35 км на південний схід від Саламанки.

## Демографія
Динаміка населення (INE ):

## Галерея зображень

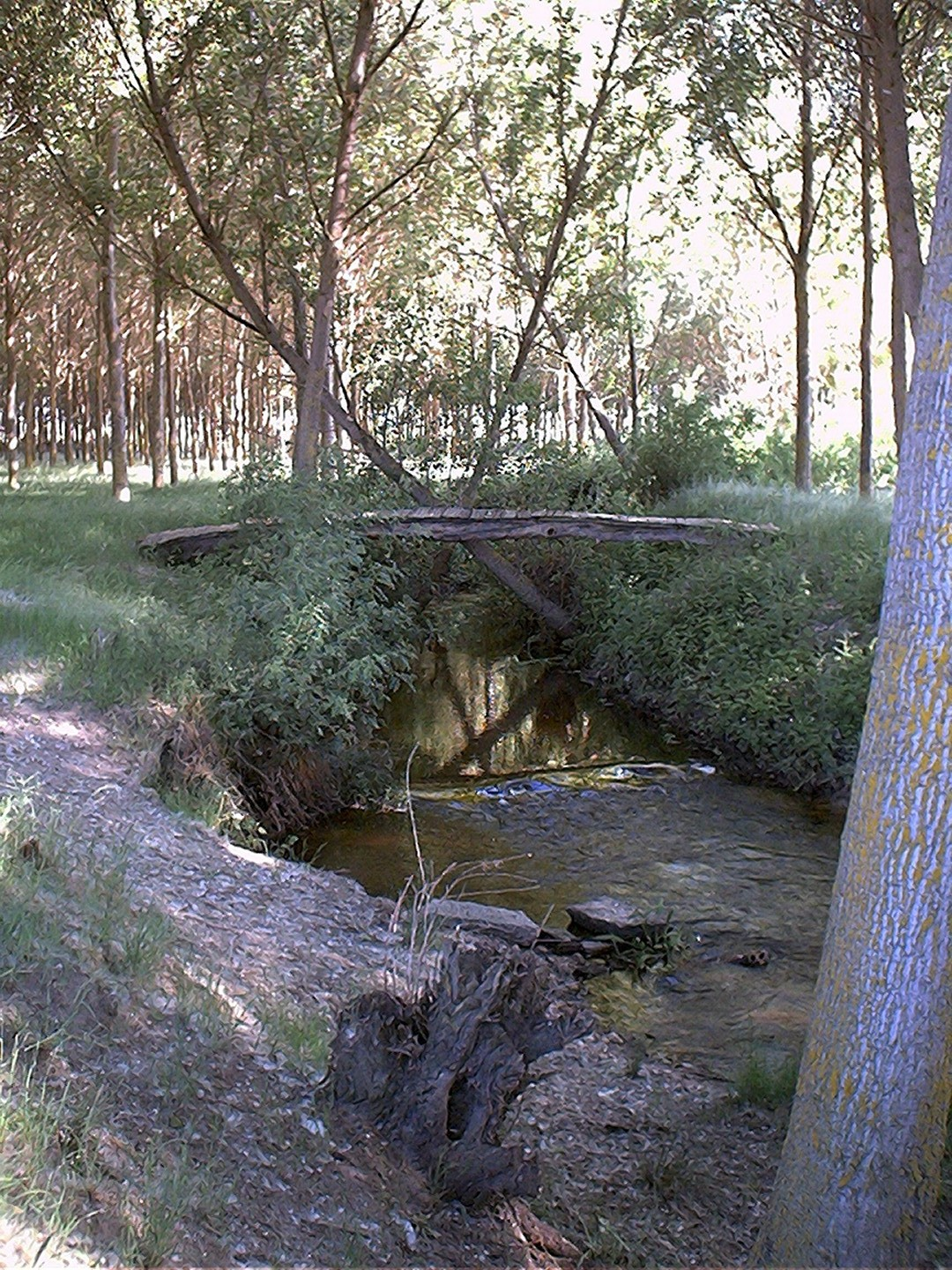
Річка Марганьян
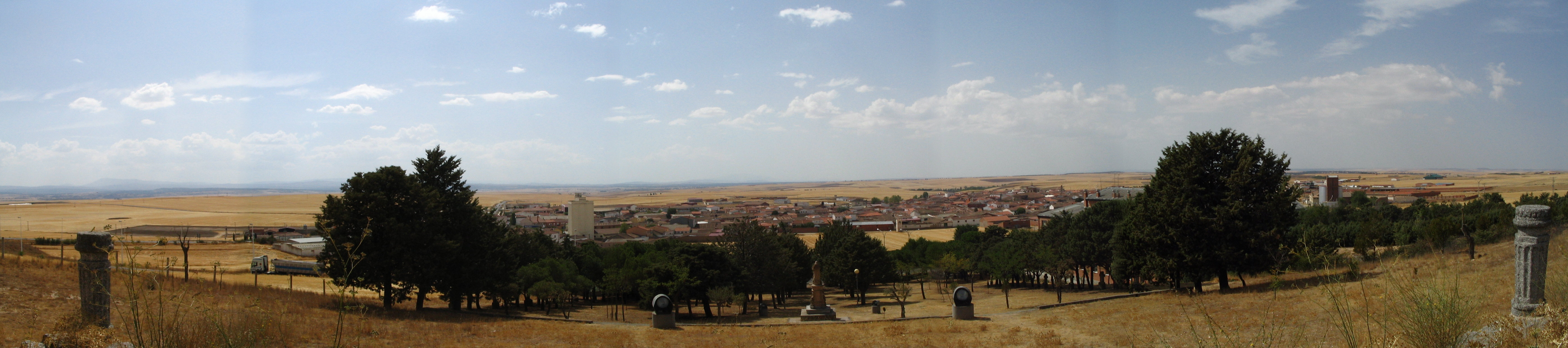
Макотера